# Leoti
La ville de Leoti est le siège du comté de Wichita, situé dans le Kansas, aux États-Unis.